# Arbeitsgericht Celle
Das Arbeitsgericht Celle ist eines von 15 Arbeitsgerichten in Niedersachsen und hat seinen Sitz in Celle. Es ist zuständig für Arbeitsrechtsstreitigkeiten in den Landkreisen Celle und Heidekreis.
Jährlich werden zwischen 1000 und 1500 Klagen eingereicht.

## Instanzenzug
Dem Arbeitsgericht Celle ist das Landesarbeitsgericht Niedersachsen mit Sitz in Hannover übergeordnet. Die darauf folgende Instanz ist das Bundesarbeitsgericht in Erfurt.

## Gerichtsgebäude
Das Arbeitsgericht ist gemeinsam mit dem Eichamt Celle und der Landesschulbehörde in einem Gebäude in der Straße Im Werder auf dem Gelände der ehemaligen Cambridge-Dragoner-Kaserne untergebracht.

## Geschichte
Gemäß Arbeitsgerichtsgesetz vom 23. Dezember 1926 wurden in Deutschland Arbeitsgerichte gebildet. Diese waren nur in der ersten Instanz organisatorisch selbstständige Gerichte, die Landesarbeitsgerichte waren den Landgerichten zugeordnet. Am Landgericht Hannover entstand so 1927 das Landesarbeitsgericht Hannover als eines von drei Landesarbeitsgerichten im Bezirk des Oberlandesgerichtes Celle. In Celle entstand das Arbeitsgericht Celle. Sein Sprengel umfasste die Bezirke der Amtsgerichte Bergen, Celle, Isenhagen und Burgdorf mit Ausnahme der Stadtgemeinde Lehrte und der Landgemeinden Ahlten, Ambostel, Anderten, Arpke, Bilm, Dolgen, Dollbergen, Evern, Gretenberg, Haimar, Harber, Höver, Ilten, Immensen, Klein Lobke, Landwehr, Oelerse, Röddingferbruch, Röhrse, Schwüblingsen, Sehnde und Sievershausen. Es bestand jeweils eine Kammer für Arbeiter, für Angestellte und für Handwerk.
Nach der Besetzung Deutschlands durch die Alliierten wurden 1945 zunächst alle Gerichte geschlossen. Die ordentlichen Gerichte wurden schon bald wieder eröffnet, während die Arbeitsgerichte zunächst nicht wieder eingerichtet wurden, so dass arbeitsgerichtliche Streitigkeiten von den ordentlichen Gerichten erledigt werden mussten. Gemäß Kontrollratsgesetz 21 vom 30. März 1946 sollten in Deutschland Arbeitsgerichte aufgebaut werden. Das Arbeitsgericht Celle entstand so neu.